# Костадин Бицин
Костадин Иванов Рачов е български революционер, деец на Вътрешната македоно-одринска революционна организация и на Върховния македоно-одрински комитет.

## Биография
Костадин Бицин е роден в 1874 година в разложкото градче Мехомия, тогава в Османската империя, днес Разлог, България. Присъединява се към ВМОРО още на млади години. Работи като куриер и пренася оръжие от Стара България за Македония. Заподозрян от властите, в 1903 година е принуден да стане нелегален и влиза във върховистката чета на капитан Антон Шипков, формирана в Рибените езера. По време на Илинденско-Преображенското въстание през август 1903 година четата навлиза в Македония с цел през Пирин да навлезе във Валовищко, но избухването на въстанието ги заварва в Разлога. Участва в сражението при Мехомия, след което четата се изтегля в Лъджене. Там четата се реорганизира под войводството на Минко Ботков, навлиза отново в Македония и напада турските казарми в Тъмръш и Доспат, след което се оттегля отново в България.
На 10 април 1943 година, като жител на Разлог, подава молба за българска народна пенсия, която е одобрена и пенсията е отпусната от Министерския съвет на Царство България.